# 恵那市立笠置中学校
恵那市立笠置中学校（えなしりつ　かさぎちゅうがっこう）は、かつて岐阜県恵那市に存在した公立中学校。

## 概要
- 校区は笠置町姫栗、笠置町毛呂窪、笠置町河合、長島町久須見（一部）であった。1997年、中野方中学校、飯地中学校と統合。恵那北中学校の新設により廃校。
- 跡地の一部は恵那市消防本部笠置コミュニティ消防センターとなっている。

## 沿革
- 1947年（昭和22年）
  - 4月 - 恵那郡笠置村に笠置村立笠置中学校として開校。姫栗公民館を仮校舎とする。
  - 8月 - 移転し、笠置公民館を仮校舎とする。
- 1948年（昭和23年）4月 - 恵那郡長島町久須見地区の一部[注釈 1]の生徒を委託する。
- 1949年（昭和24年） - 新築移転。
- 1954年（昭和29年）4月1日 - 恵那郡大井町、長島町、東野村、三郷村、武並村、笠置村、中野方村、及び加茂郡飯地村が合併し、恵那市が発足。同時に恵那市立笠置中学校に改称する。
- 1997年（平成9年）3月31日 - 廃校。